# Within Y
Within Y är ett melodisk death metal-band från Göteborg. Det bildades 2002 av sångaren Andreas Solveström och gitarristerna Nikke Almén och Mikael Nordin. Snart tillkom även trummisen Thim Blom och basisten Matte Wänerstam. Debutalbumet Extended Mental Dimensions gavs ut 2004.

## Medlemmar
Nuvarande medlemmar
- Mikael Nordin – gitarr (2002– )
- Andreas Solveström – sång (2002– )
- Niknam Moslehi – gitarr (2004– )
- Jonas Larsson – basgitarr (2006– )
- Erik Hagström – trummor (2007– )

Tidigare medlemmar
- Nikke Almén – gitarr (2002–2004)
- Mattias Wänerstam – basgitarr (2002–2006)
- Thim Blom – trummor (2002–2007)

Bidragande musiker (studio)
- Mattias Wänerstam – sampling (2006)
- Joakim Proos – sång (2006)
- Johan Olsson – gitarr (2006)

## Diskografi
Demo
- 2002 – Feeble and Weak
- 2005 – Demo 05

Studioalbum
- 2004 – Extended Mental Dimensions
- 2006 – Portraying Dead Dreams
- 2008 – The Cult
- 2011 – Silence Conquers

Singlar
- 2011 – "Asylum"